# Mademoiselle Guéant
Pour les articles homonymes, voir Guéant.
Victoire-Melone Geayant, dite Mademoiselle Guéant, est une actrice française née le 20 août 1733 à Paris, où elle est morte le 8 octobre 1758.

## Biographie
Mademoiselle Guéant est la nièce de Mademoiselle de Seine (1705-1767), épouse de Quinault-Dufresne. 
Elle paraît en 1746 dans des rôles d'enfant.
Ayant débuté à la Comédie-Française en 1749, elle en est reçue 138e sociétaire en 1754. 
Elle meurt en 1758, à l'âge de 25 ans, de la petite vérole.

## Créations
- 1753 : Le Dissipateur, ou l'honnête friponne, comédie en 5 actes et en vers, de Destouches, Paris, Théâtre Français, 23 mars 1753
- 1755 : Le Jaloux, comédie en 3 actes et en vers d'Antoine Bret, Paris, Théâtre-Français, 15 mai 1755.
- 1758 : L'Orpheline, ou le Faux généreux, comédie en 3 actes et en vers d’Antoine Bret, Paris, Théâtre-Français, 18 janvier 1758
- 1758 : L'Isle déserte, comédie en 1 acte et en vers de Collet de Messine, Paris, Théâtre-Français, 23 août 1758